# Ogólnopolskie Towarzystwo Ochrony Ptaków

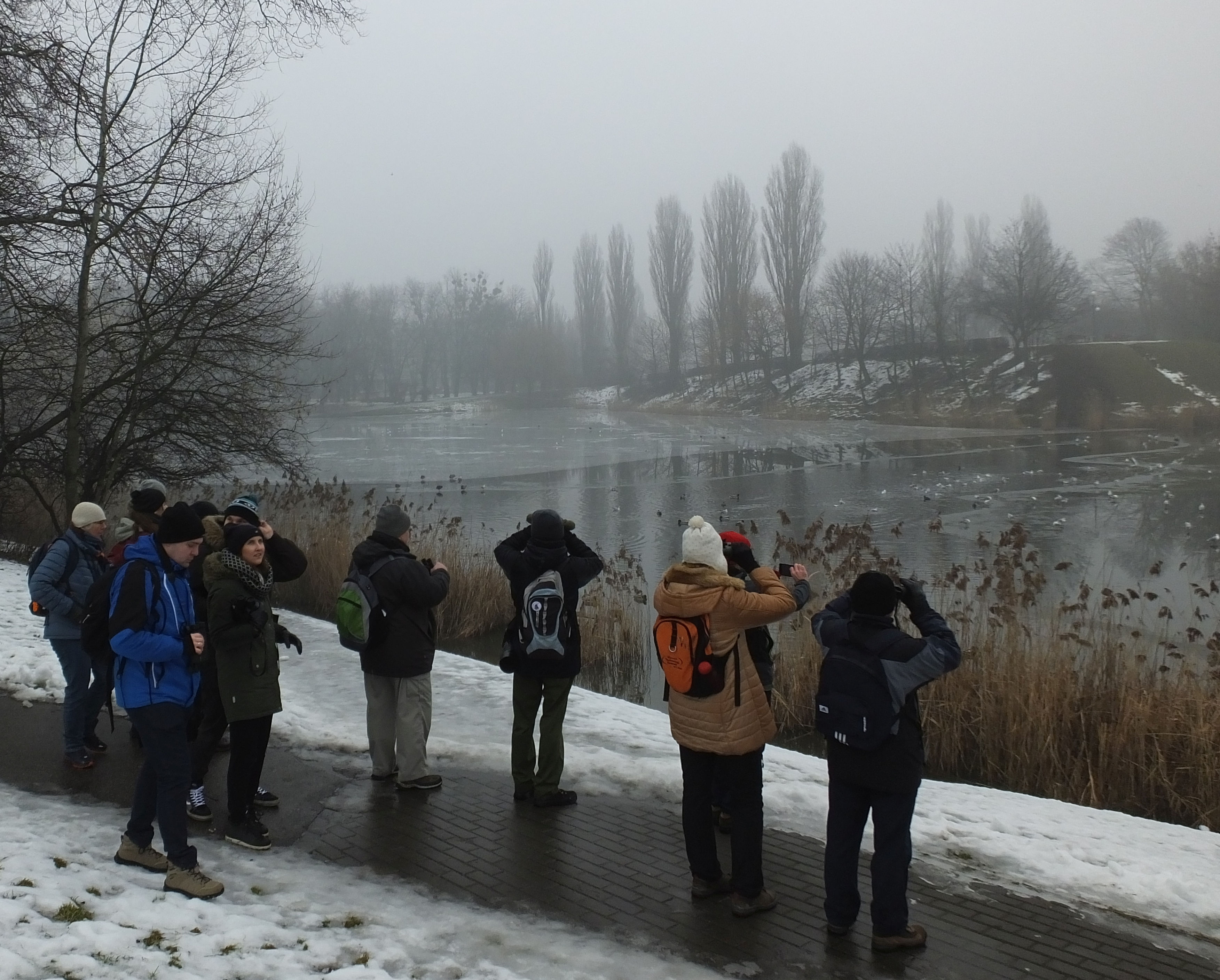
Zimowe ptakoliczenie, jedna z akcji OTOP

Ogólnopolskie Towarzystwo Ochrony Ptaków, OTOP – stowarzyszenie, pozarządowa organizacja o statusie pożytku publicznego działająca w Polsce od 1991.

## Charakterystyka
Zajmuje się ochroną ptaków dziko żyjących i ich siedlisk, badaniami naukowymi, zbieraniem danych związanych z polską awifauną, propagowaniem wiedzy o ptakach w różnych grupach społecznych i wiekowych. Celem OTOP jest zachowanie dziedzictwa przyrodniczego dla dobra obecnych i przyszłych pokoleń. Działania wspiera rzesza kilku tysięcy członków i wolontariuszy. OTOP jest polskim partnerem światowej federacji towarzystw ochrony ptaków – BirdLife International.
OTOP koordynuje zlecany przez Główny Inspektorat Ochrony Środowiska program Monitoringu Ptaków Polski.
Jedną z działaczek OTOP była Małgorzata Górska – współorganizatorka kampanii w obronie Doliny Rospudy zagrożonej planami budowy drogi ekspresowej Via Baltica. Za swoją działalność została w 2010 uhonorowana, jako druga osoba z Polski, Nagrodą Goldmanów, jedną z najważniejszych światowych nagród w dziedzinie ochrony środowiska, zwaną ekologicznym Noblem. Nagroda Goldmanów przyznawana jest corocznie od 1990 r. przedstawicielom społecznego ruchu obrony środowiska na całym świecie.

## Skład Zarządu OTOP

### Kadencja 2020–2022
- Prezes Zarządu: Tomasz Chodkiewicz
- Wiceprezes Zarządu: Dorota Ochocińska
- Członkowie Zarządu:
  - Monika Klimowicz-Kominowska
  - Olimpia Pabian
  - Romuald Mikusek
  - Krzysztof Tabernacki
  - Przemysław Wylegała

### Kadencja 2023–2026
- Prezes Zarządu: Stanisław Łubieński
- Wiceprezes Zarządu: Krzysztof Tabernacki
- Członkowie Zarządu:
  - Marcin Borowik
  - Krzysztof Pawlukojć[3]

## Publikacje
- „Ostoje Ptaków w Polsce” M. Gromadzki, A. Dyrcz, Z. Głowaciński, M. Wieloch, 1994
- „Monitoring Pospolitych Ptaków Lęgowych – Raport z lat 2001–2002” P. Chylarecki, P. Zieliński, Z. Rohde & M. Gromadzki
- „Monitoring Pospolitych Ptaków Lęgowych – Raport z lat 2003–2004” P. Chylarecki, D. Jawińska & L. Kuczyński
- „Ostoje ptaków o znaczeniu europejskim w Polsce” B. Błaszkowska, P. Chylarecki, P.O. Sidło, 2004
- „Monitoring Pospolitych Ptaków Lęgowych – Raport z lat 2005–2006” P. Chylarecki, D. Jawińska
- „Ostoje ptaków o znaczeniu międzynarodowym w Polsce” T. Wilk, M. Jujka, J. Krogulec, P. Chylarecki, 2010

## Linki związane z OTOP
- Oficjalna strona Ogólnopolskiego Towarzystwa Ochrony Ptaków
- Strona ogólnoeuropejskiego projektu obserwacyjnego „SpringAlive – Na skrzydłach wiosny”
- Strona OTOP o ptakach dla najmłodszych
- „Awibaza” – polska część europejskiej bazy obserwacji ptaków
- Monitoring Pospolitych Ptaków Lęgowych. [dostęp 2016-09-18]. [zarchiwizowane z tego adresu (2016-09-20)].